# Ljungskile SK
Ljungskile SK is een Zweedse voetbalclub uit Ljungskile die in de Ettan uitkomt. De club werd in 1926 opgericht en speelt zijn wedstrijden in de Skarsjövallen. De clubkleur is groen.

## Geschiedenis

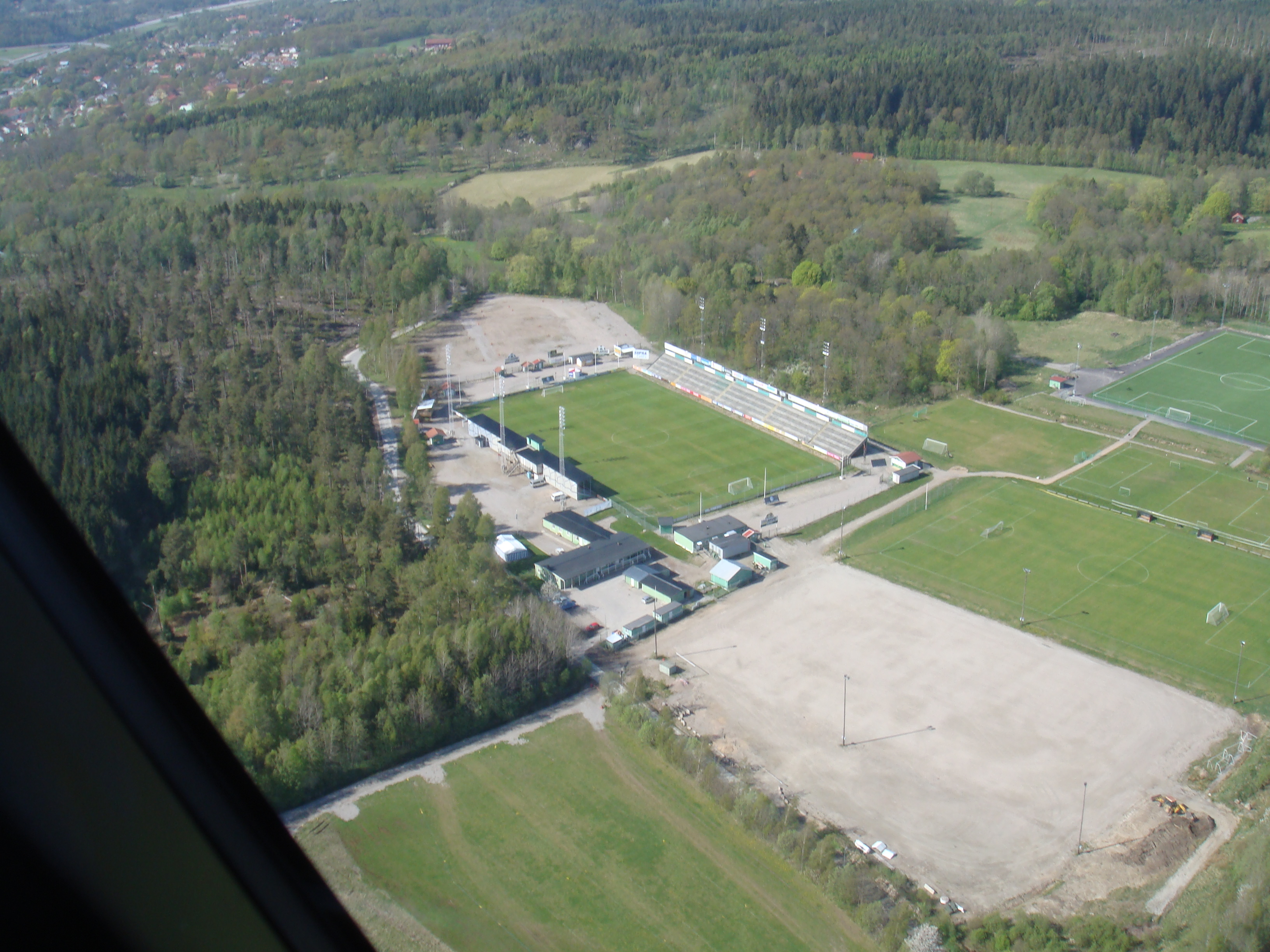
Het Skarsjövallen is de thuisbasis van Ljungskile SK.

In 1996 promoveerde Ljungskile SK voor het eerst in de geschiedenis naar de Allsvenskan. De West-Zweedse club eindigde als tweede en schakelde in de promotie/degradatiewedstrijden Umeå FC uit. Het avontuur in de Allsvenskan duurde slechts één jaar. In het jaar van het debuut in de hoogste klasse ging men spelen onder de naam Panos Ljungskile SK, omdat ze werd gesponsord werd door Panos Emporio. In 2002 werd de naam gewijzigd naar de oude. 
In 2007 werd de club vicekampioen in de Superettan en promoveerde zo weer eens naar de hoogste klasse. Na één seizoen werd de club terug naar de Superettan verwezen, omdat Ljungskile SK in de play-offs promotie/degradatie over twee duels (0-0 en 1-1) verloor van de nummer drie van de Superettan, IF Brommapojkarna.
Het speelde daarna acht seizoenen op rij in de tweede klasse, totdat in 2016 degradatie volgde. In 2019 kon de West-Zweedse club uit de Division 1 promoveren, dit middels het kampioenschap in de zuidelijke afdeling. 

## Eindklasseringen
| Seizoen | №  | Clubs | Divisie            | WG | W  | G  | V  | DV | DT | +/– | Punten | Tsch  |
| ------- | -- | ----- | ------------------ | -- | -- | -- | -- | -- | -- | --- | ------ | ----- |
| 2005    | 4  | 16    | Superettan         | 30 | 13 | 11 | 6  | 41 | 29 | +12 | 50     | 1.515 |
| 2006    | 6  | 16    | Superettan         | 30 | 13 | 7  | 10 | 34 | 33 | +1  | 46     | 918   |
| 2007    | 2  | 16    | Superettan         | 30 | 17 | 4  | 9  | 42 | 35 | +7  | 55     | 1.485 |
| 2008    | 14 | 16    | Allsvenskan        | 30 | 6  | 6  | 18 | 23 | 52 | –29 | 24     | 2.932 |
| 2009    | 9  | 16    | Superettan         | 30 | 11 | 7  | 12 | 48 | 43 | +5  | 40     | 969   |
| 2010    | 6  | 16    | Superettan         | 30 | 11 | 11 | 8  | 47 | 35 | +12 | 44     | 1.183 |
| 2011    | 8  | 16    | Superettan         | 30 | 12 | 6  | 12 | 48 | 39 | +9  | 42     | 1.175 |
| 2012    | 5  | 16    | Superettan         | 30 | 11 | 9  | 10 | 36 | 36 | 0   | 42     | 778   |
| 2013    | 9  | 16    | Superettan         | 30 | 12 | 3  | 15 | 34 | 31 | +3  | 39     | 1.187 |
| 2014    | 3  | 16    | Superettan         | 30 | 16 | 12 | 2  | 60 | 25 | +35 | 60     | 1.504 |
| 2015    | 6  | 16    | Superettan         | 30 | 11 | 10 | 9  | 44 | 37 | +7  | 43     | 945   |
| 2016    | 15 | 16    | Superettan         | 30 | 6  | 8  | 16 | 34 | 48 | –14 | 26     | 897   |
| 2017    | 7  | 14    | Division 1 (Södra) | 26 | 11 | 5  | 10 | 36 | 37 | –1  | 38     | 623   |
| 2018    | 6  | 14    | Division 1 (Södra) | 26 | 12 | 10 | 8  | 50 | 30 | +20 | 46     | 536   |
| 2019    | 1  | 14    | Division 1 (Södra) | 26 | 20 | 6  | 4  | 63 | 25 | +38 | 66     | 534   |

## Bekende (oud-)spelers
- Kenny Pavey (1998-2005) (2012-